# MGP Nordic 2002
MGP Nordic 2002 var en nordisk musiktävling för barn och ungdomar som hölls i Köpenhamn, Danmark den 27 april 2002.
Vann gjorde Razz ifrån Danmark med låten Kickflipper. Han fick 44 poäng.

## Representanter
Det är tre deltagare ifrån vardera länderna.

### Sverige
| Land    | Deltagare      | Bidrag                  | Hemmaplan |
| ------- | -------------- | ----------------------- | --------- |
| Sverige | Sofie Larsson  | Superduperkillen        | 1:a       |
| Sverige | Fairytale      | Tills natt blir dag     | 2:a       |
| Sverige | Joel Andersson | När blev du och jag vi? | 3:a       |

### Danmark
| Land    | Deltagare       | Bidrag                    | Hemmaplan |
| ------- | --------------- | ------------------------- | --------- |
| Danmark | Razz            | Kickflipper               | 1:a       |
| Danmark | Morten Filipsen | Du er ik'som de andre pir | 2:a       |
| Danmark | Emma            | Du er den som jeg vil ha’ | 3:a       |

### Norge
| Land  | Deltagare       | Bidrag           | Hemmaplan |
| ----- | --------------- | ---------------- | --------- |
| Norge | To Små Karer    | Paybacktime      | 1:a       |
| Norge | Wicked Instinct | Eg e’kkje aleine | 2:a       |
| Norge | Black Jackets   | Aldri’ mer       | 3:a       |

## Poängtavla
|                 |              | Jury/Telefonröster |    |    |    |    |   |  |  |  |
| J               | J            | J                  | T  | T  | T  |    |   |  |  |  |
|                 | To Små Karer | 8                  | X  | 4  | 6  | X  | 4 |  |  |  |
| Sofie Larsson   | 6            | 2                  | X  | 10 | 8  | X  |   |  |  |  |
| Morten          | X            | 8                  | 12 | X  | 4  | 8  |   |  |  |  |
| Black Jackets   | 4            | X                  | 2  | 2  | X  | 2  |   |  |  |  |
| Fairytale       | 10           | 10                 | X  | 12 | 6  | X  |   |  |  |  |
| Razz            | X            | 12                 | 8  | X  | 12 | 12 |   |  |  |  |
| Wicked Instinct | 12           | X                  | 10 | 8  | X  | 6  |   |  |  |  |
| Joel            | 2            | 4                  | X  | 4  | 2  | X  |   |  |  |  |
| Emma            | X            | 6                  | 6  | X  | 10 | 10 |   |  |  |  |
|                 |              |                    |    |    |    |    |   |  |  |  |

## Resultat
1. Razz , 44 poäng
2. Fairytale , 38 poäng
3. Wicked Instinct , 36 poäng
4. Emma , 32 poäng
5. Morten Filipsen , 32 poäng
6. Sofie Larsson , 26 poäng
7. To Små Karer , 22 poäng
8. Joel Andersson , 12 poäng
9. Black Jackets , 10 poäng